# هن‌تنگ
جیانگشی هان‌تنگ (به انگلیسی: Jiangxi Hanteng automobile) شرکت خودروسازی چینی است که در سال ۲۰۱۳ تأسیس شد و ۳ سال بعد هن‌تنگ ایکس۷ را تولید کرد. یک سال بعد نیز خودروی هن‌تنگ ایکس۵ تولید کرد.

## تاریخچه
- در سال ۲۰۱۳ تأسیس شد.
- در سال ۲۰۱۴ کارخانه‌اش ساخته شد.
- در سال ۲۰۱۵ نخستین خودروی خود را معرفی کرد.
- در سال ۲۰۱۶ هن‌تنگ ایکس۷ را تولید و در همان سال هن‌تنگ ایکس۵] را معرفی کرد.
- در سال ۲۰۱۷ هن‌تنگ ایکس۵ را تولید کرد.[۲]
- پس از این، خودروهای مینی‌ون و خودروی برقی و فیس‌لیفت مدل‌های قبلی را تولید می‌کرد.[۳]
- در آوریل ۲۰۲۲ اعلام ورشکستگی کرد.[۴]

## نگارخانه

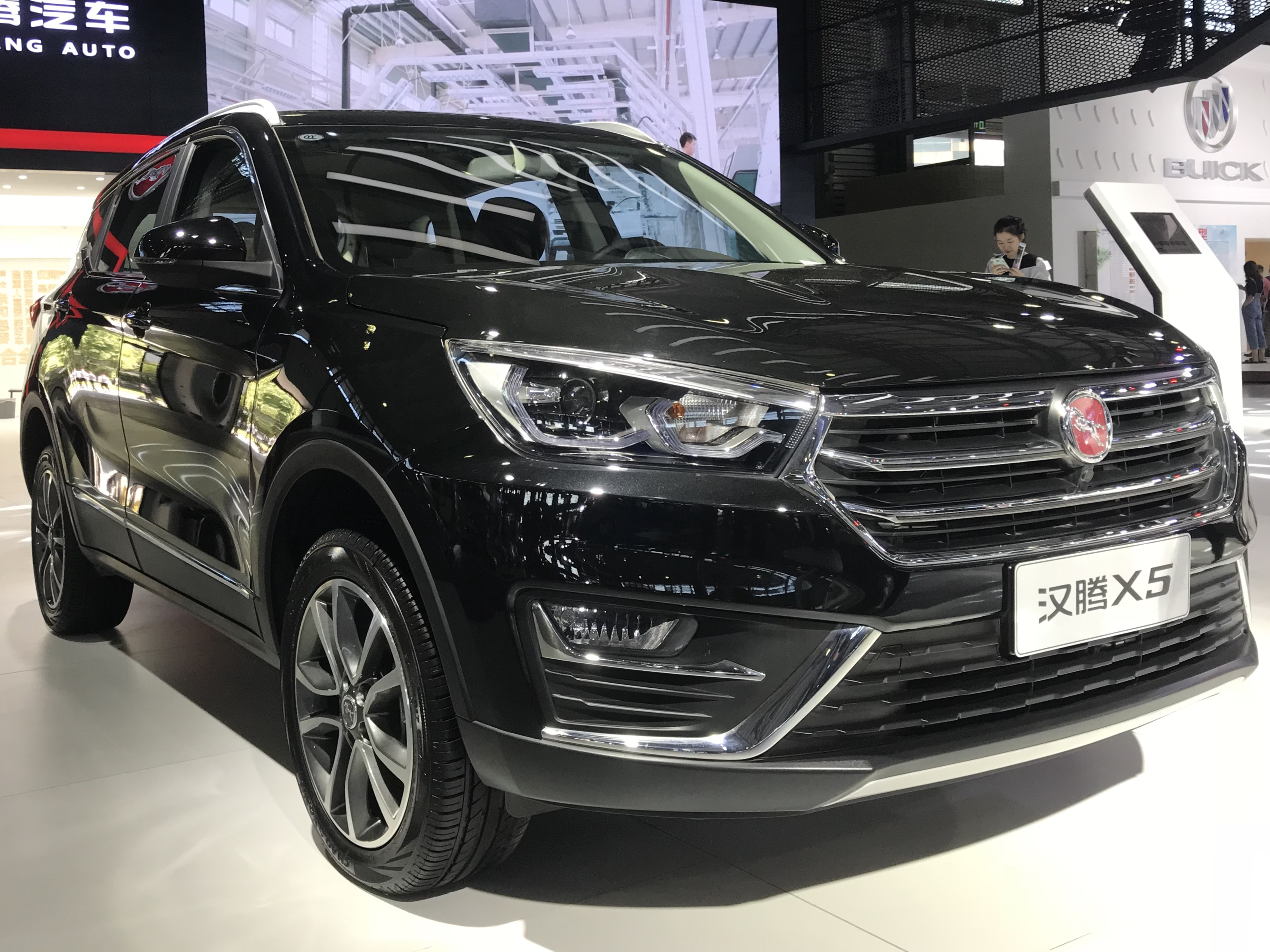
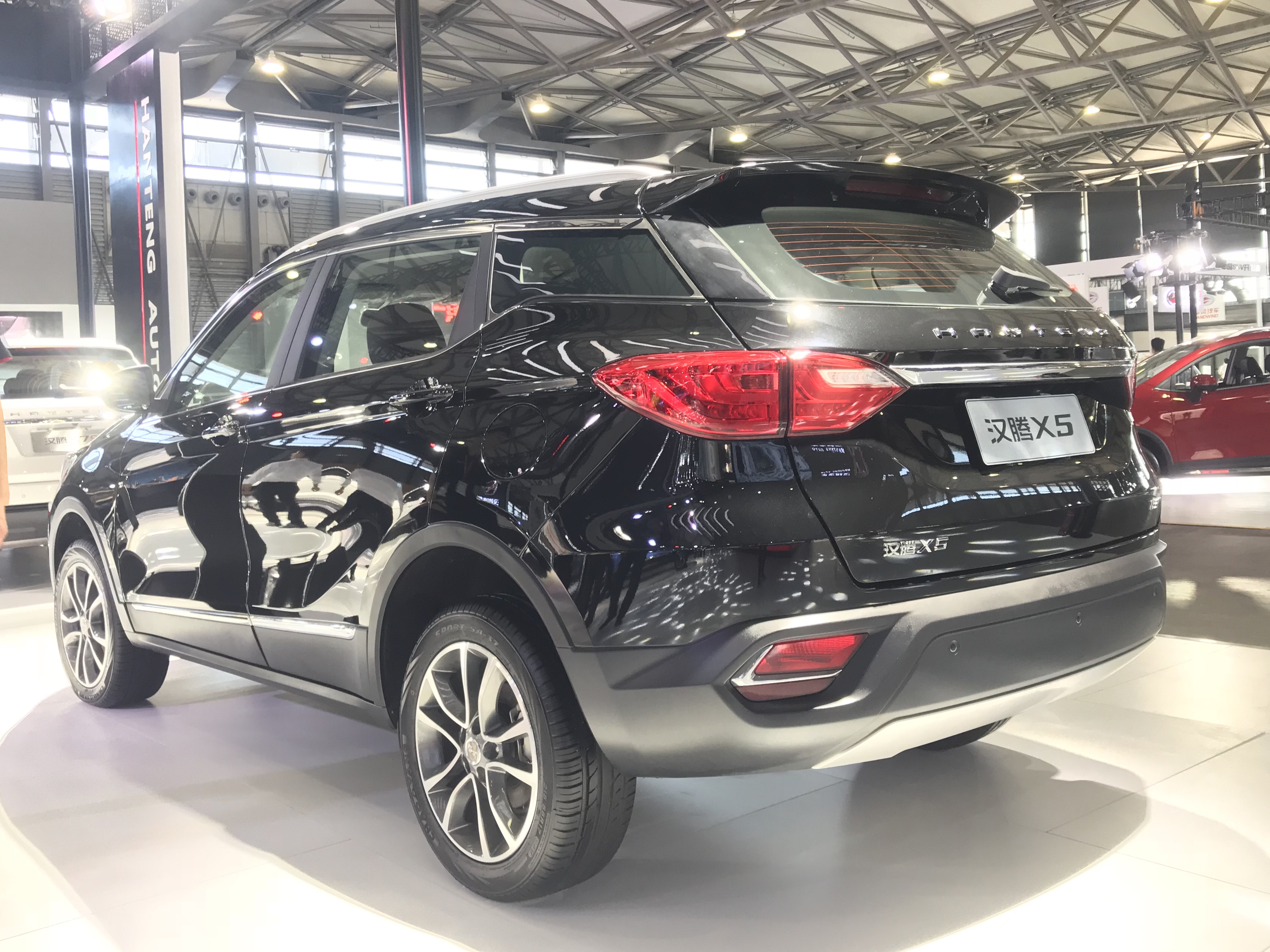
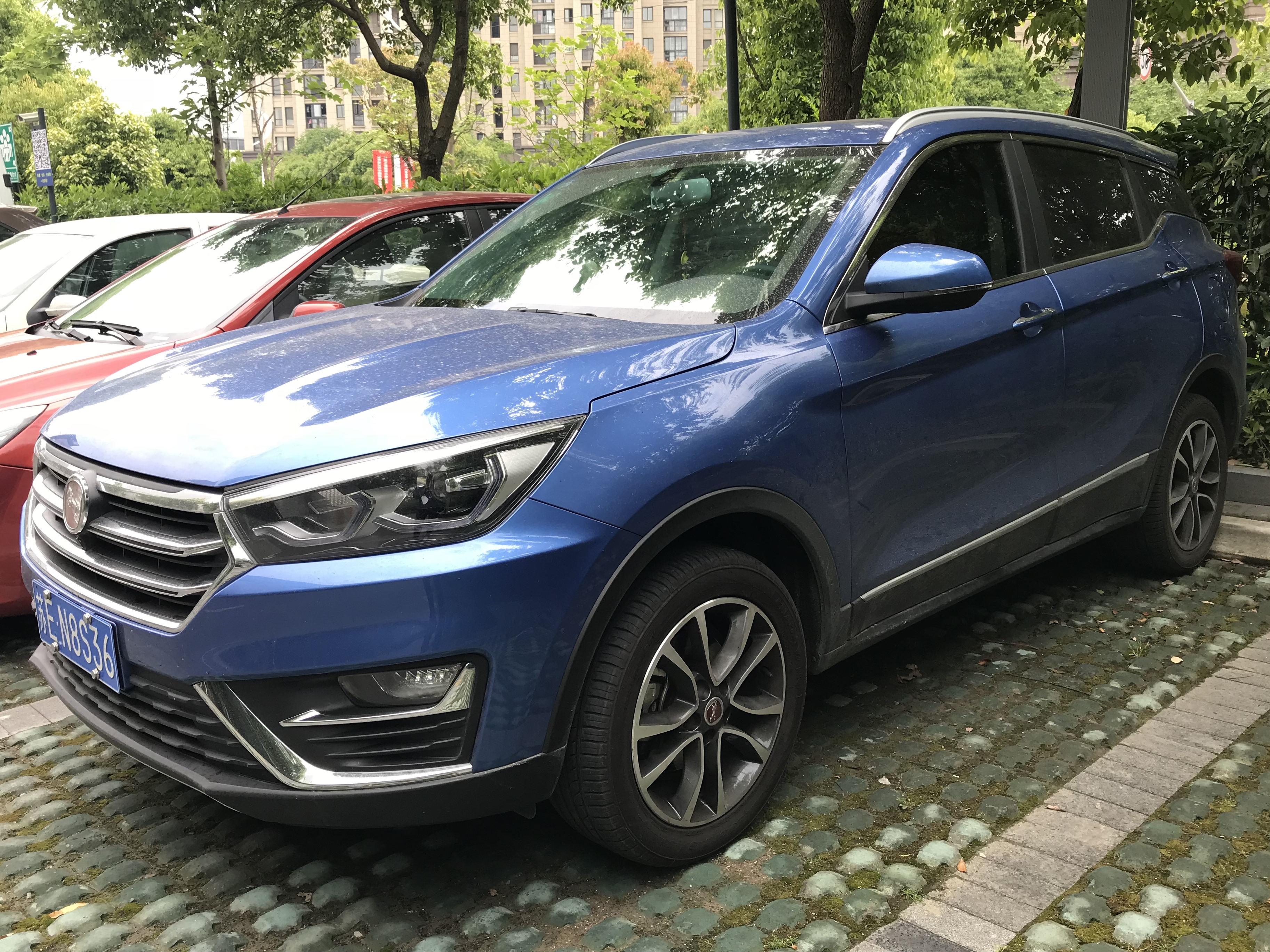
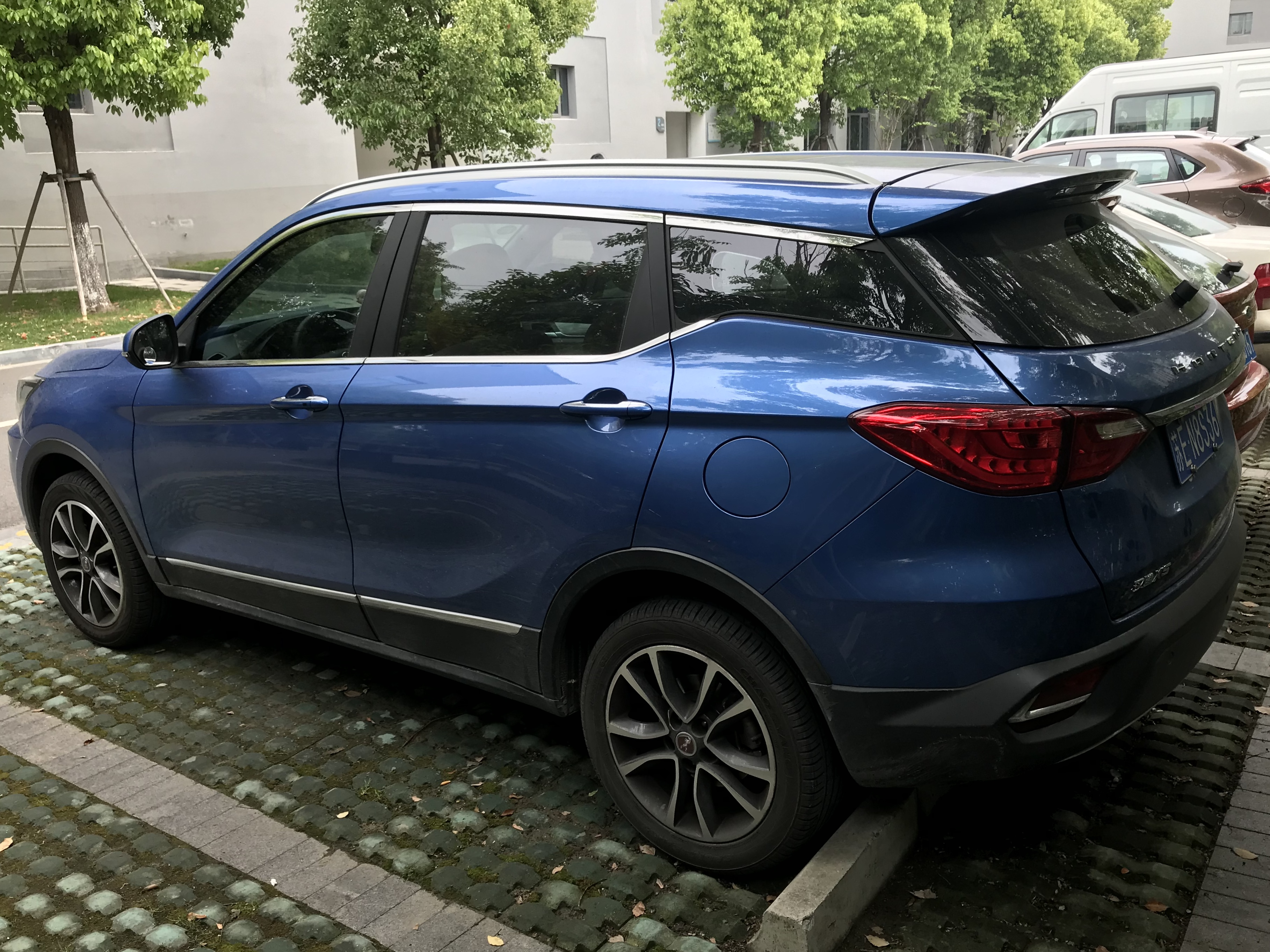
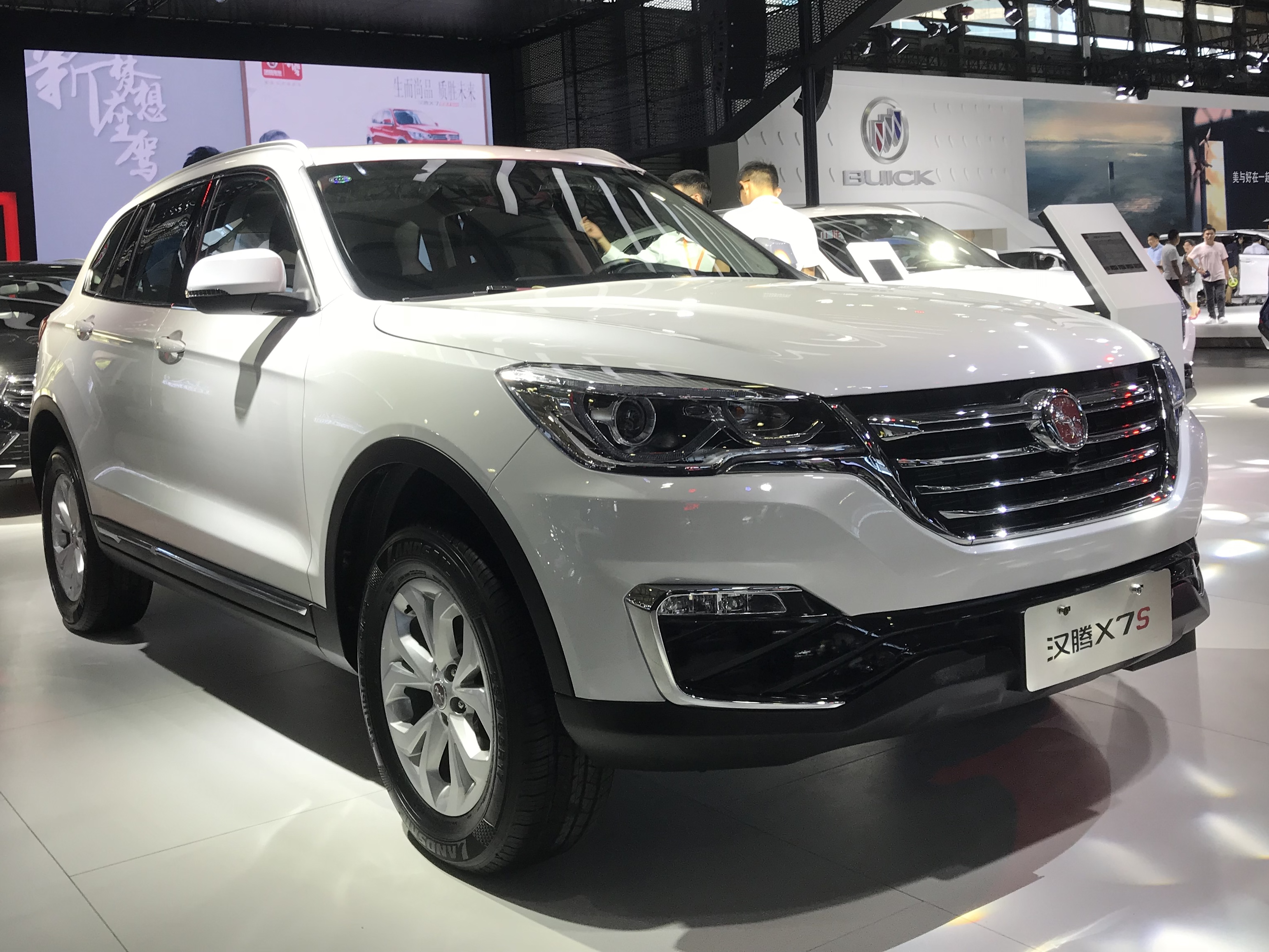
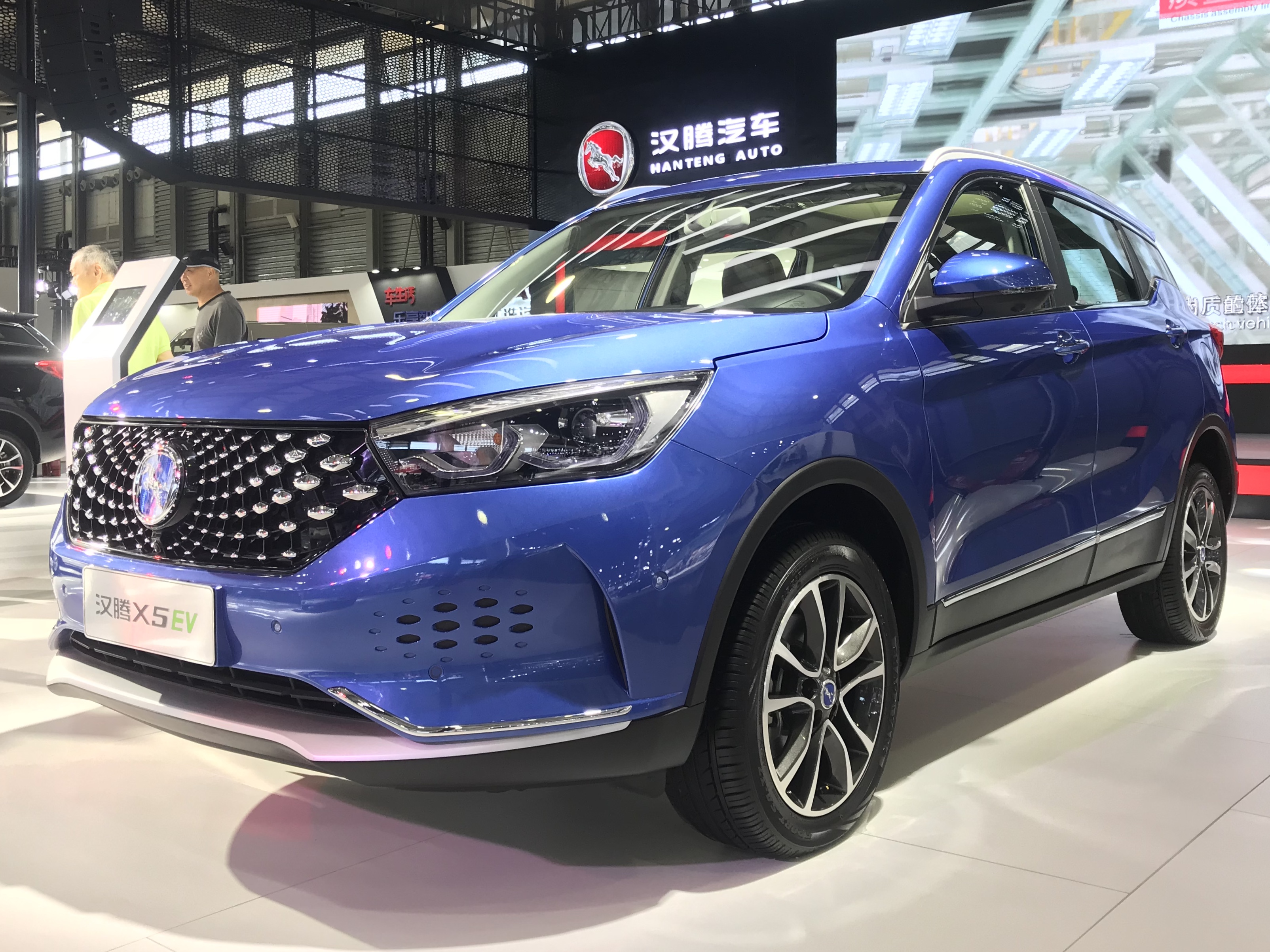
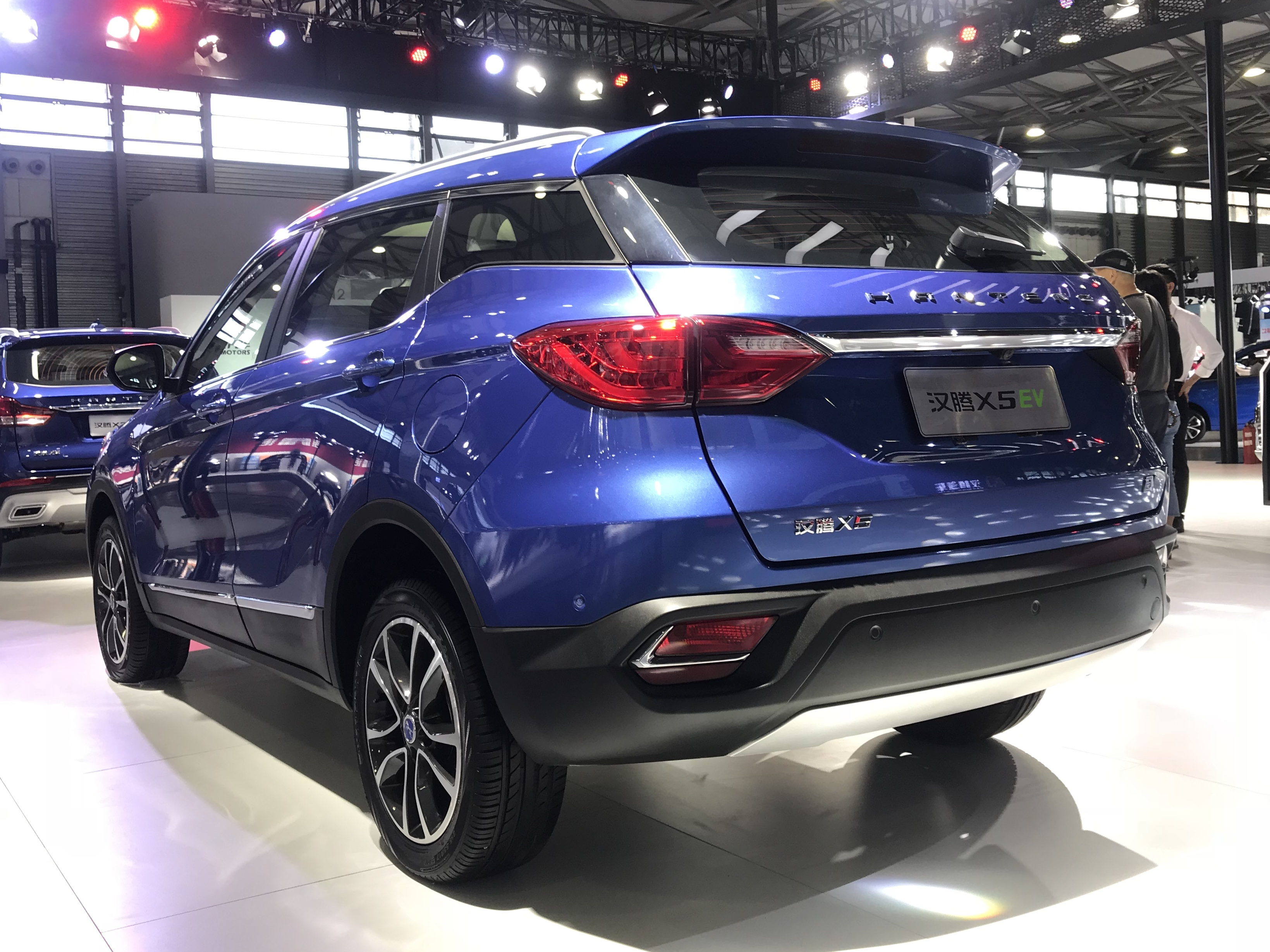
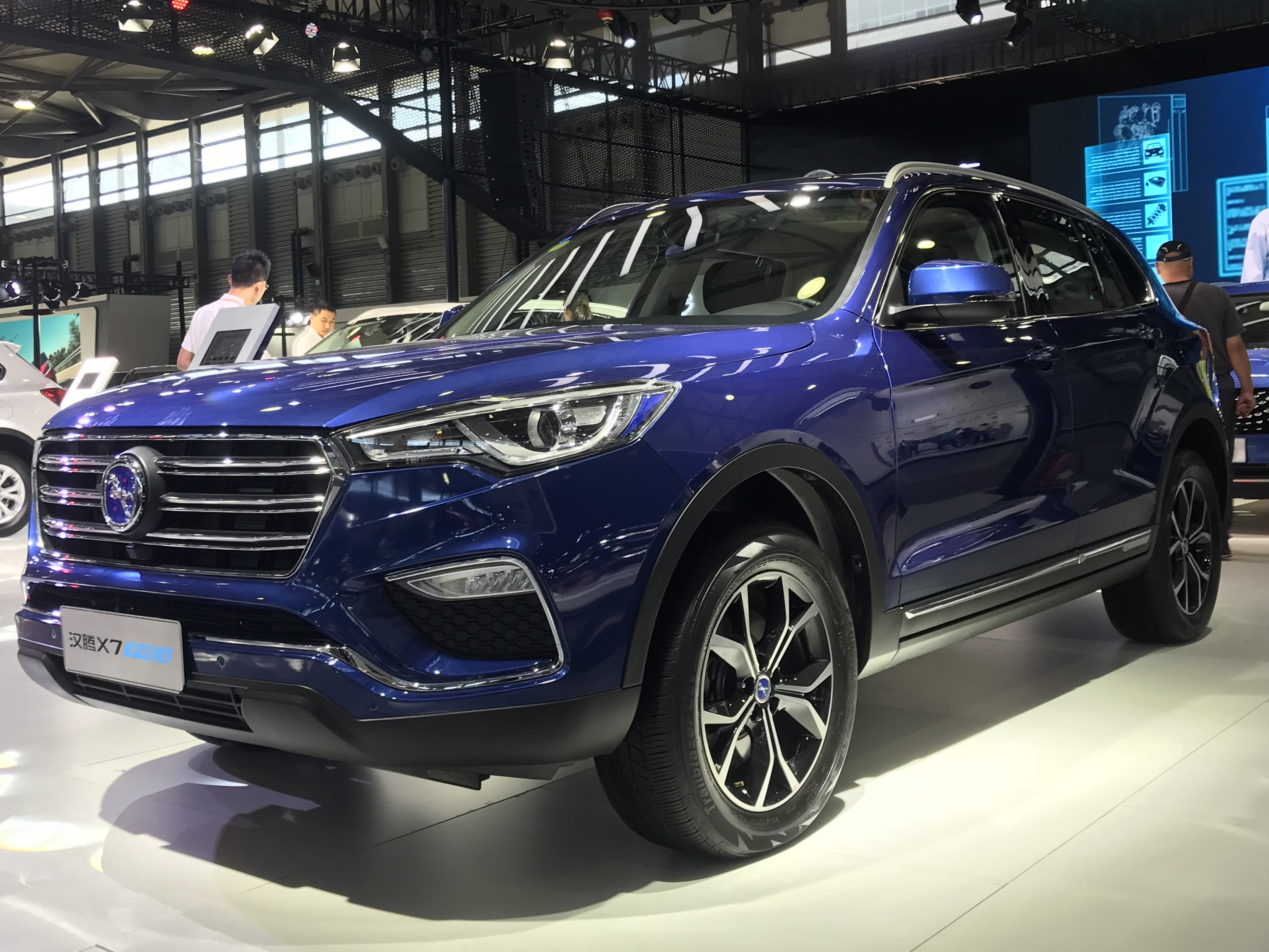
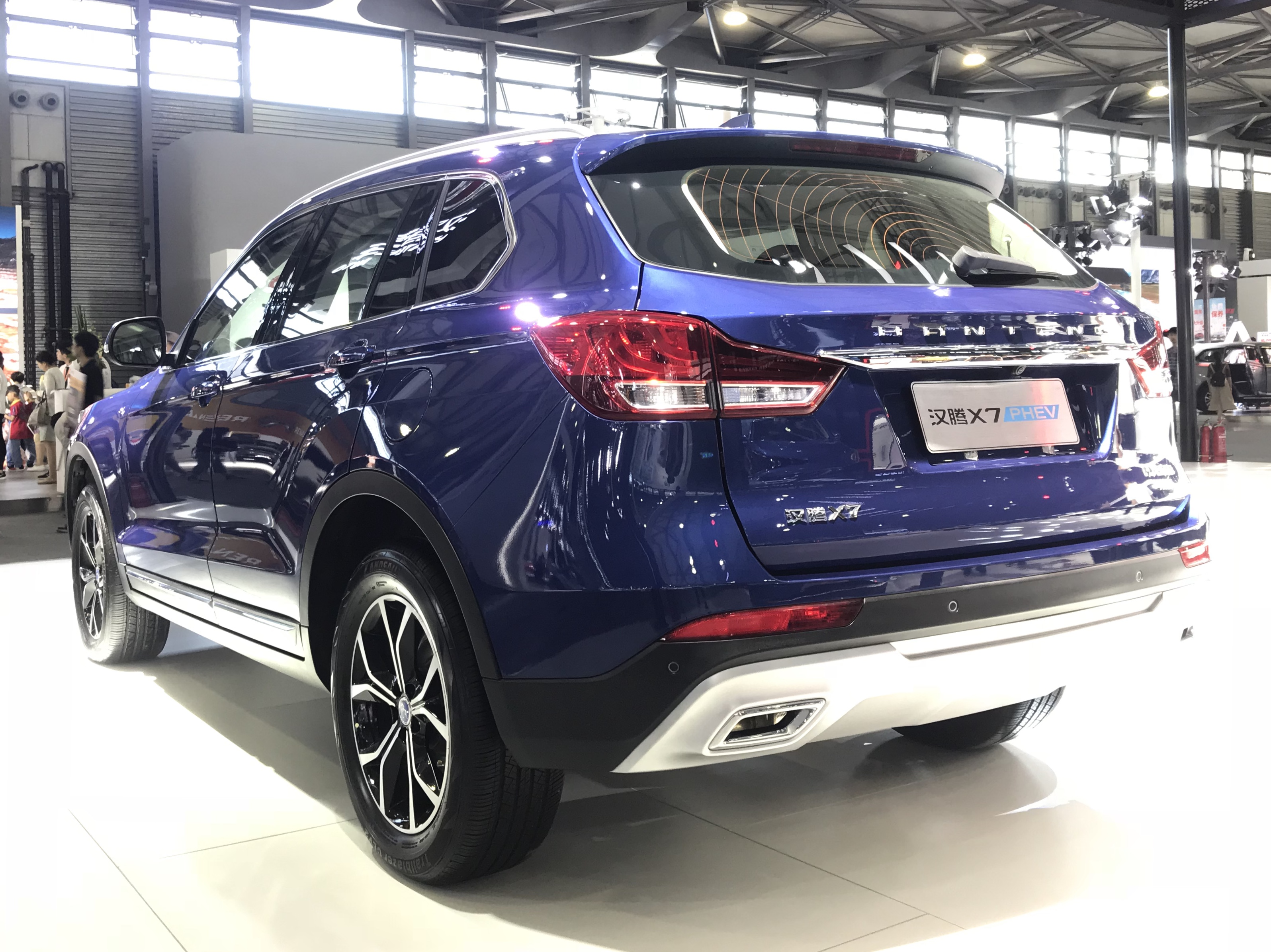
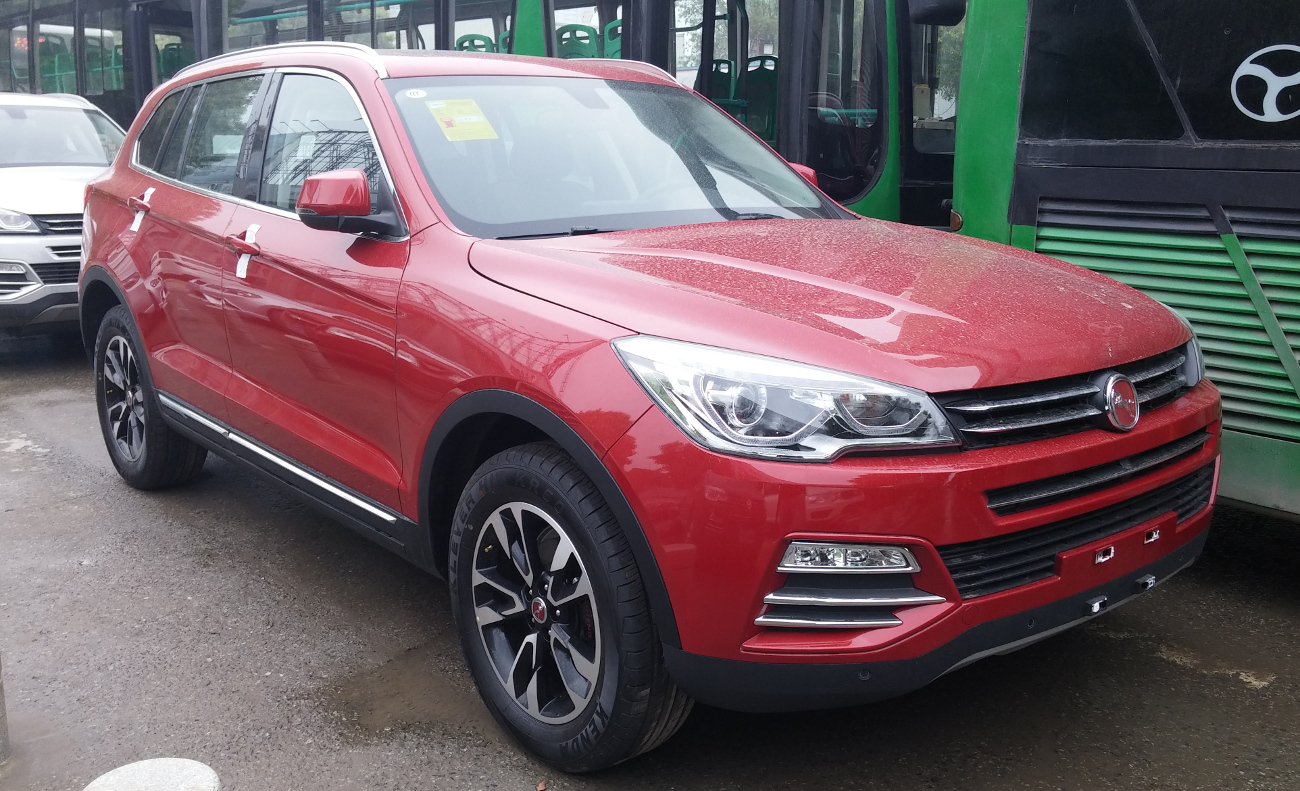
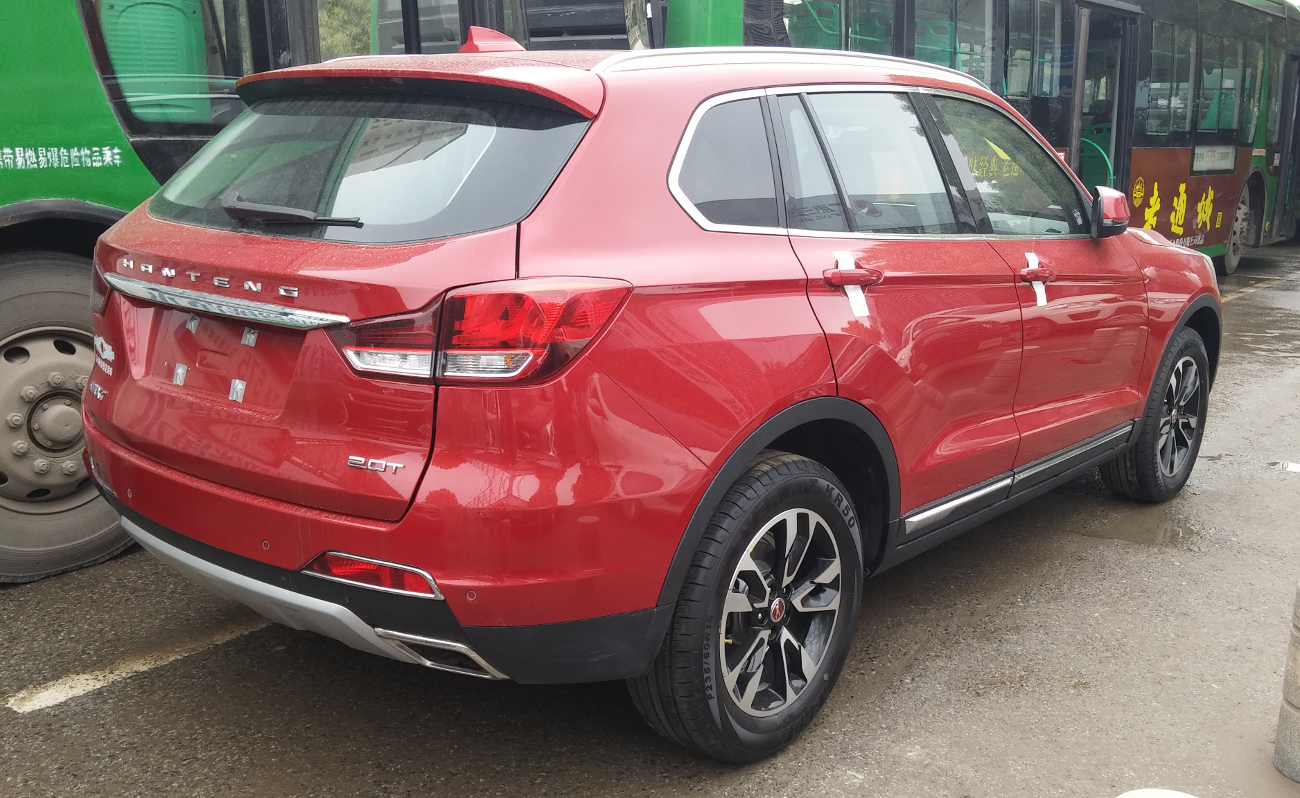
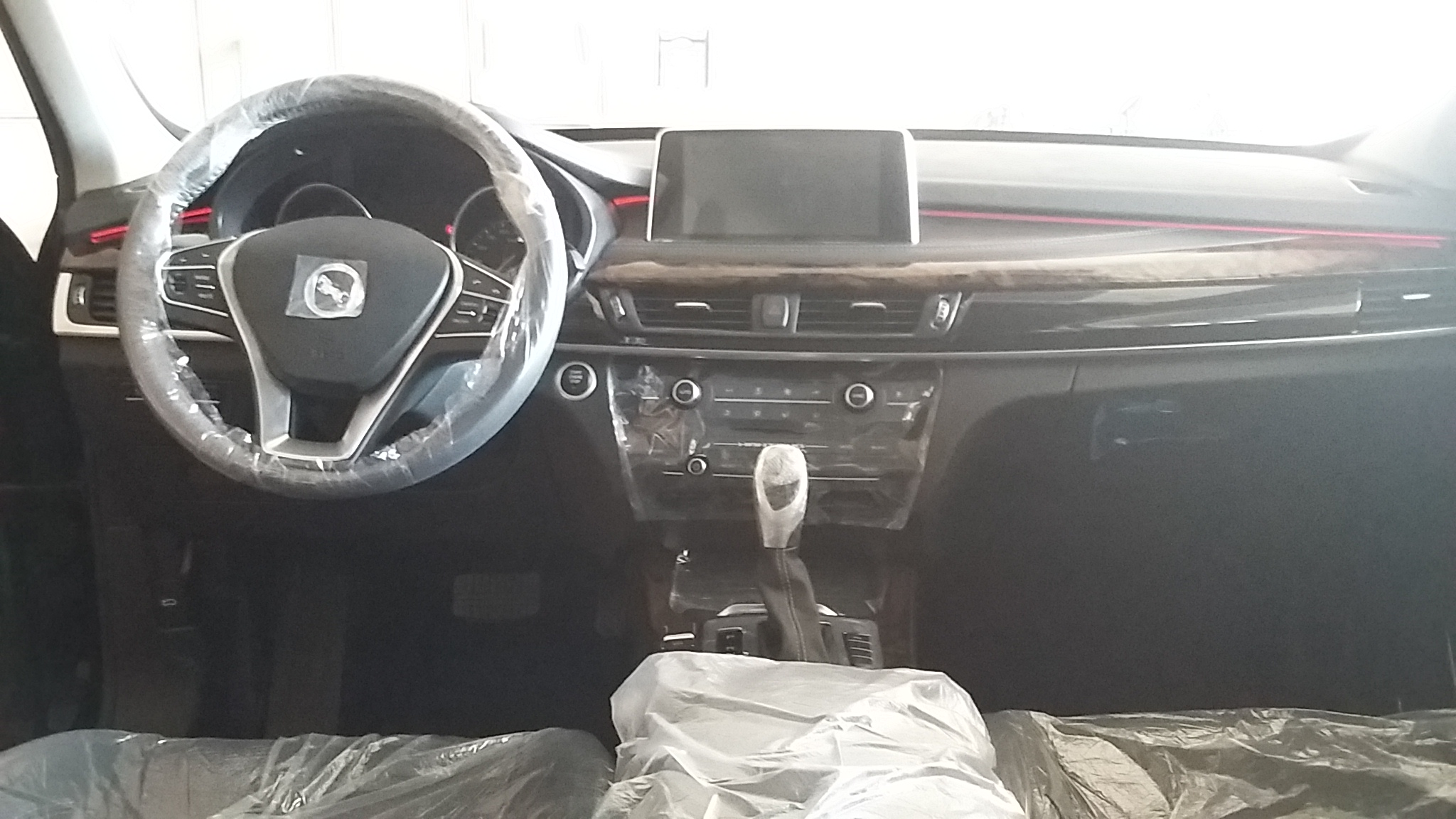
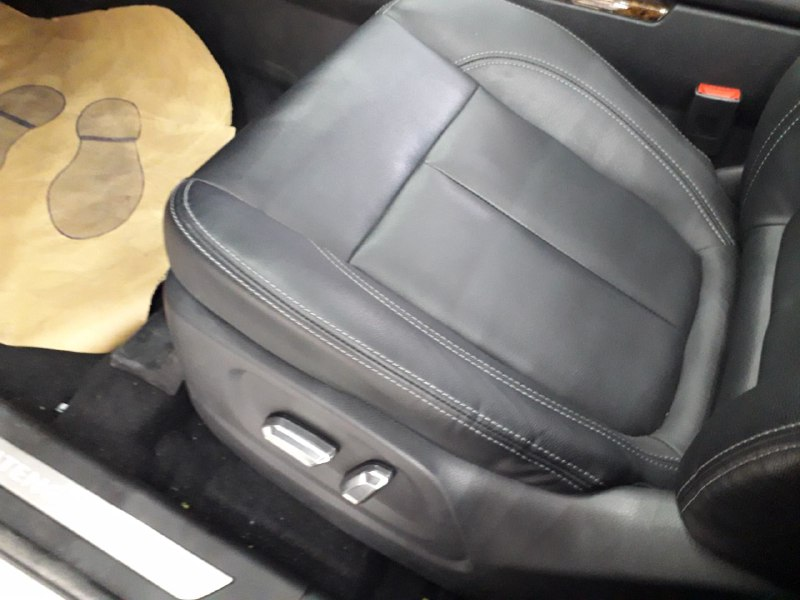
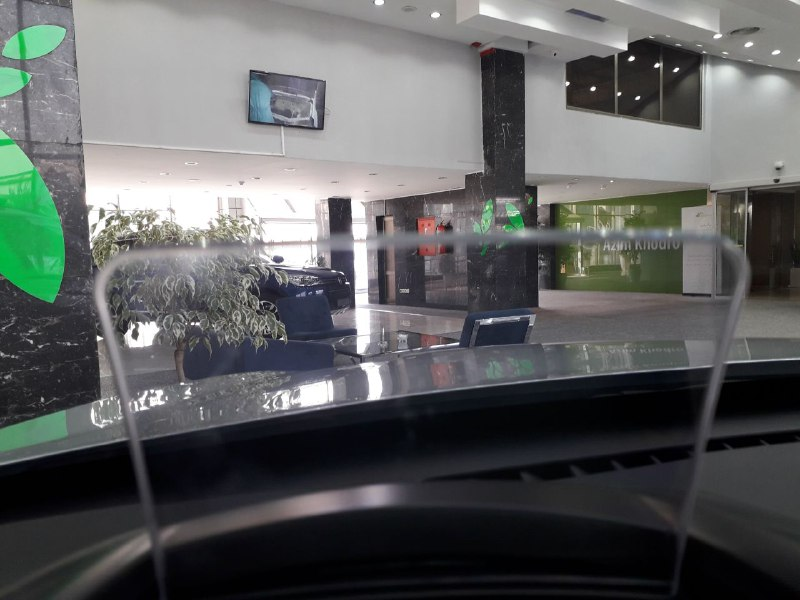
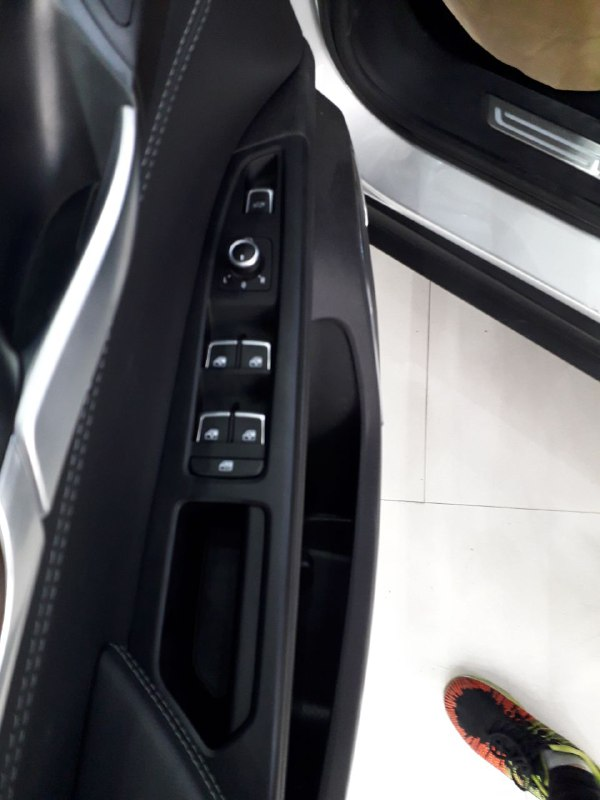
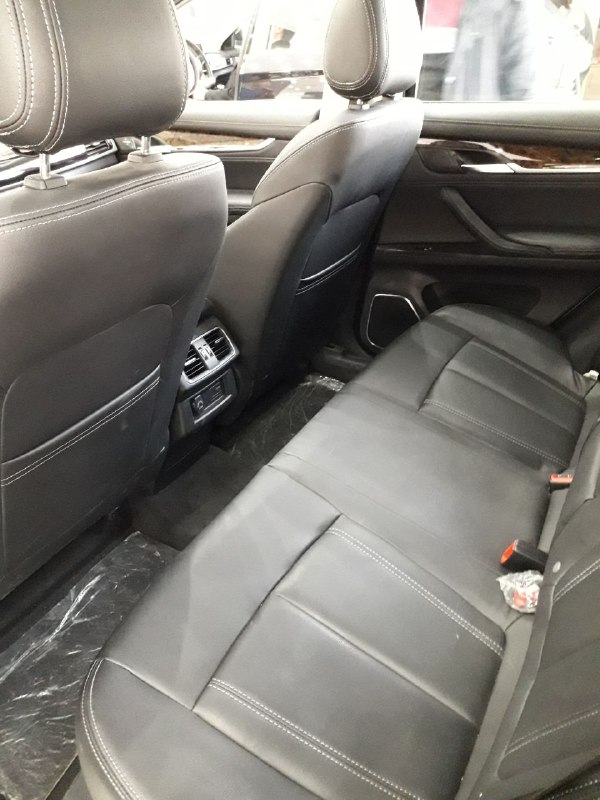
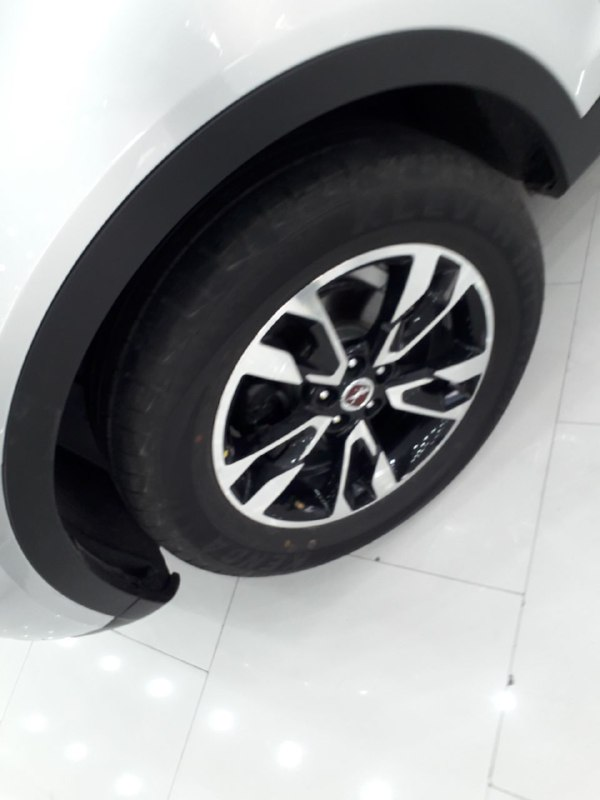

## خودروها
- هن‌تنگ ایکس۵
- هن‌تنگ ایکس۵ ئی‌وی
- هن‌تنگ ایکس۷
- هن‌تنگ ایکس۷اس
- هن‌تنگ ایکس۷ PHEV
- هن‌تنگ ایکس۸
- هن‌تنگ وی۷